# 死神 (落語)
『死神』（しにがみ）は古典落語の演目の一つ。 幕末期から明治期にかけて活躍して多数の落語を創作した初代三遊亭圓朝が、ヨーロッパの死神譚を（おそらく福地桜痴から聞いて）翻案したものである。元となった具体的な作品としては、グリム童話の第2版に収載された『死神の名付け親』とする説や、リッチ兄弟の歌劇『クリスピーノと代母』とする説がある。

## あらすじ
ある男、やることなすこと裏目に出て失敗続き、持ち金も尽き世をはかなんで自殺しようとしていた。そんな彼に眼光鋭い痩せこけた老人が声を掛ける。老人は自ら「死神」だと名乗り、男がまだ死ぬ運命にないこと、また自身との数奇な縁を明かし、男に援助を持ちかける。死神が語るところによれば、病人の生き死には、病床の傍らに座る死神の位置で決まるという。寝付く病人の足の位置に死神が座っていれば、どんな重病人でもまだ寿命ではない。逆に、一見して症状が軽そうに見える病人でも枕元に死神が座っていれば、間違いなく死ぬ運命だという。死神が足元にいる場合は、呪文を唱えれば死神は消える。結果として病は癒える。この原理を利用して、どんな重病人でも治せる医者になればよいと助言して、死神は消える。
半信半疑で家に帰ってきた男は、試しに医者の看板を掲げる。ほどなく、日本橋のさる大店の番頭が訪れ、主人を診てほしいと訴える。重病の主人を既にあらかたの名医に診せたが匙を投げられ、藁にもすがる気持ちで男の家に来たという。男が店を訪問すれば、病床の主人の足元に死神がいた。これ幸いと呪文を唱れば死神は消えた。またたく間に元気になった主人は男を名医と讃え、多額の報酬を払う
この一件が評判となり、男は名医として数々の患者を治し、その報酬で贅沢な暮らしを始める。だが幸運は長続きせず、やがて男が診る病人見る病人、みな枕元に死神がいて治すことができない。ほどなく藪医者との評判が立ち、元の貧乏人に戻ってしまう。
そんな折、大きな商家から「主人を診てほしい」との声がかかる。男が病床を見れば、また主人の枕元に死神がいる。男は店の者に諦めるよう諭すが「たった1か月でも延命できたら大金を出す」と懇願される。積み上がる大金に目がくらんだ男は一計を案じ、店の男手を集めると、主人の布団の四隅を持たせ、頭と足の位置を素早く逆転させた瞬間に呪文を唱えた。死神は消え、主人はみるみる病状が改善し、大金の約束を果たすと男に掛け合う。
その帰り道、男は最初に出会ったあの死神に再び声をかけられ、先ほどの行いを責められる。男は言い訳するが、死神は「もはやどうでもいい」と答え、男を洞窟へと案内する。洞窟の中には、限りない数の蝋燭が灯っていた。死神は、この蝋燭の1つ1つが人の寿命だといい、間もなく死ぬはずだった病人を助けてしまった男は、先の商家の主人と運命が入れ替わってしまったと、今にも消えそうな蝋燭を指し示す。助けて欲しいと懇願する男に死神は新しい蝋燭を差し出し、これに火を継ぐことができれば助かると語る。
今にも消えそうな自分の運命の蝋燭を持つ男は、火を移そうと焦る。だが焦りから手が震えるばかり。
やがて「あぁ、消える…」の一言の後、演者がその場に倒れ込み、演目は終わる。

## サゲ
もっとも標準的なサゲは「あぁ、消える…」と呟いた後、演者が高座に倒れ込むことで、男の「死」を表現するものである（いわゆるしぐさオチ）。またセリフと同時に高座の照明が落ちるサゲもある。

### サゲのバリエーション

#### 成功するが死ぬパターン
- 上記のサゲから派生した、「成功するが結局死ぬ」パターンもある。
  - まず、主人公が風邪を引くという伏線が張られる。その後死神が登場し「お前はその風邪が原因で死ぬ」との言葉があり、蝋燭の移し替えのくだりとなる。一旦は成功するが、喜んだところで風邪のくしゃみをしてせっかくつけた蝋燭の火を吹き消してしまい、無言のまま演者が舞台で倒れ込む（10代目柳家小三治[注 2]）。
  - 移し替えを成功させた後に安心して気が抜け、思わずついたため息で火を吹き消してしまい、それに死神が呆れ返って「てめぇで消しちまいやがった」と悪態をつく（三遊亭好楽）。
  - 悔しがる死神を振り切るように、火を移し替えた蝋燭を持ちその明かりを頼りに洞窟の出口まで戻り、「どうしても行くのか？じゃあしょうがない」「じゃあ、死神さんもお元気で！」といったやり取りの後、死神から「もう明るい所だから消したらどうだ」と言われてうっかり自分で火を消してしまう（立川志の輔）。

#### 単に成功するパターン
- 演者が倒れ込んだ後、その直後にむっくり起き上がり「おめでとうございます！」などと蝋燭の火の移し替えに成功して助かるサゲがある。正月や客層など縁起の絡む高座にかけるために三遊亭圓遊が改作したとされる、この場合は「誉れの幇間（たいこ）」とも呼ぶ。

#### 失敗するが生きているパターン
- また、蝋燭の火が消えても生きているパターンもある。ただし、この場合も実際には死んでいるか､まもなく死ぬようなサゲになる。また、この後、死んだ男が新たな死神となり、また別の男に対し自分に儲け話を持ってきた死神と同じように儲け話を持っていくという展開を予想させるオチ（回りオチ）も存在する｡
- 「あぁ、消える……」と男が叫んだところで目が覚め、妻が「何を寝ぼけてるんだい！行灯の火が消えたんだよ！」と言ってくるというオチ（いわゆる夢オチ）もある。これは全て夢だった、すなわち何事もなかったということになり、ここで著したサゲの中でも平和なサゲであると考えられる。

#### その他、さまざまなサゲ
- 立川志らくは、一度は火をつけることに成功するが、死神が「今日がお前の新しい誕生日だ。祝ってやるよ」と言うと、男がつられてバースデーケーキのノリで自ら火を吹き消してしまう、というパターンを作った。また、本人は、本編前に「自分が死神（の題目）をやったあとに談志がやった。弟子のを聞いて自分もはじめた」という談話を演じている。
- 七代目立川談志は、自著の中で「死神が意地悪をして、せっかくついた火を吹き消してしまう」という最悪のパターンを作り出した。
- 千原ジュニア（千原兄弟）が大銀座落語祭2008にて披露した噺では、無事に点火した蝋燭を持って喜びながら帰宅するも、「昼間から蝋燭をつけるなんてもったいない」と妻にあっさり吹き消されるというオチをつけた。
- 五代目三遊亭圓楽は、前に倒れ込んだ後で自身の体の上に緞帳が降りてきてしまい、降りた緞帳から首だけ客席側にはみ出た状態になってしまうというハプニングに見舞われ、「じゃあ、バイバイ」と言ってオチをつけたことがある。これは、その日の前座であり、客席や舞台の照明をすべて落とす（すなわち、本来のオチのタイミングを全て任されている）役割でもあった伊集院光[注 3]が、緊張のあまり誤って客席に近い位置に座布団を置いてしまっていたことが原因。このオチについて、当事者である伊集院は「古典落語初の"バイバイオチ"（にしてしまった）」と発言している。
- 六代目三遊亭円楽は、火をつけるのに成功し「これで枕を高くして眠れる」と喜ぶ男に、死神が「ゆっくりお休み、そして目を覚まして枕元を見てみろ。俺が座ってらぁ」と語るオチをつけた。また蝋燭の洞窟のくだりで「緑色の今にも消えそうな蝋燭」を示して「それが歌丸だ！放っておいたってすぐ消える」という、『笑点』におけるいじりネタを持ち込んだ。[9]
- 三遊亭遊雀は、死神が最後に蝋燭の火を吹き消すものの、何故か死なない男に対して「そうか、これで今日からお前も…死神だ」というサゲを行った。[10]更に翌年は男がそれに先回りして気づき火を守りつつ、呪文を唱えて死神を消すというサゲを行った。[11]これはYoutubeに昨年の映像が残されてるという特性を利用したメタネタのサゲである。
- 三遊亭一太郎[注 4]は、ある理由から主人公が生存を諦め死を選ぶ結末を考案している。
- 「その蝋燭は葬式用の蝋燭だからすぐに死んじまう」と言われた後にすぐ死ぬというオチ。
- 笑福亭鶴瓶は、この噺の設定自体を変えて老人の死神を美しい女性にし、「主人公の男の幼馴染で、初恋の相手である男を助けるために現れた」という恋愛物の要素を盛り込んだ筋にしている。サゲは、男にかつて想いを寄せていたことを告白し、男もまたこの女に想いを寄せていたことを告げ、二人は両想いだったことがわかる。蝋燭の移し替えが成功し安堵したところで、女を抱こうとし明るいからと蝋燭を吹き消してしまう。それを見た女が「あぁ、これで一緒になれた」と漏らす。
- 二代目快楽亭ブラックは、最後の蝋燭の火を移し替えるくだりで実際に蝋燭を取り出して点火し、着物を脱ぎ褌一丁になって蝋燭プレイを始めるという、彼らしいとんでもないサゲを考案している。
- 柳家喬太郎は、サゲの蝋燭の火が消えるくだりを語った後で最近亡くなった人を追悼するセリフを入れることもある。
- 三代目桂春蝶は主人公を火消しという設定にし、火の移し替えに失敗して死んでしまう主人公を見て死神が「やっぱりお前に医者は無理やったな。所詮お前は火消しや」とオチをつけている。[12]
- 柳亭こみちと鈴々舎美馬は、死神を老婆にした新作落語『死神婆』を創作しているが、内容はほぼ別物となっている。
  - こみちの『死神婆』は途中まではほぼ『死神』と同じ流れ。最後は主人公の男が医者で儲けた金を女遊びで使い果たして困窮し、ある病人の枕元にいる死神婆を、病人の頭と足の位置を逆転させることで追い払って病人を救い、大金をせしめる。そこに死神婆が現れて、男が追い払った死神婆が死神の中で一番の古株であることを告げ、「あれであたしはあの怖い姐さんをしくじって貧乏神に格下げだ。これが死神として最後の仕事だよ」「あんたに苦しめられた女たちの恨みとしてここで死んでもらう」と男を蝋燭の洞窟に連れて行く。そして蝋燭の移し替えのくだりになるが、焦る男が死神婆に「うるせぇな！黙ってろ、クソババア！」と暴言を吐き、怒った死神婆が強引に蝋燭を消してしまうというサゲである。
  - 美馬の『死神婆』は現代が舞台で、主人公は女性で、結婚詐欺で借金を背負った上に相手の子供を妊娠した設定になっている。相手の男を殺そうと考えるも故郷の両親のことを思って踏み切れず自殺を図るが、そこで死神婆が現れて、「金が必要なら、仕事を世話してやるから人生をやり直せ」「医者が見放した病人の足元にいる死神を呪文で追い払えばいい、ただし枕元にいる死神には手を出してはいけない」と勧められる。そしてSNSで仕事を募り、死神を追い払う仕事で稼いで借金を返すことはできたが、その矢先に故郷の母親が癌で余命わずかとの連絡が届く。早速見舞いに行った彼女は母親を救いたい一心で死神婆の言いつけに背き、母親の頭と足の位置を逆転させ死神を追い払うが、そこに死神婆が現れて彼女を蝋燭の洞窟に連れて行き、あの行為で彼女と母親の寿命が入れ替わり、彼女はもうすぐ死ぬことを告げる。そして「もう一度チャンスをやる」と蝋燭の移し替えを勧めるが、彼女はそれを断り自らの死を受け入れる。が、蝋燭が消えてもなぜか彼女自身は死ななかった。死んだのは腹の中の胎児だった（流産）。それを知った女は命の重さを知って深く悔やむと共に、死神婆の勧めで人生をやり直すことを決意し、「ありがとう、お婆ちゃん。また会える？」「ああ、いつかお前が死ぬ時にね」というやり取りでサゲとなる感動噺になっている。

### 「消えた」から「消える」へ
男の最後のセリフが「消える」となるのは六代目 三遊亭圓生から。それまでは「消えた」と言っていた。これは圓生が「死んでしまったら『消えた』とは言えないはずだろう」と考えてアレンジしたとされる。
一方で、最後のセリフの発言者を死神にして「消えた」を維持する場合もある。圓生百席（レコード）では映像がないゆえ倒れるしぐさを見せることができないため、全て死神のセリフにして「消（け）えるよ……消えるよ……消えたぁ」と演じている。

## 呪文のバリエーション
今日の『死神』では、死神から伝授される呪文は「アジャラカモクレン、○○○、テケレッツのパー」というもので、「○○○」の部分は演者により異なる（省略される場合もある）。加えて、呪文に続けて手を二、三度叩く動作が入る場合もある。
圓朝の原典に近いと思われる角川書店版の『三遊亭圓朝全集』にはこの呪文は載っていない。
この呪文は話が暗すぎて客受けが悪いことを懸念した六代目 三遊亭圓生が、笑いを取るためつけ加えて定着させたものである。ただし『死神』に限定しなければこの呪文自身はさらに遡り、 四代目 立川談志の「アジャレン、モクレン、キンチャン、カーマル、セキテイ喜ぶ、テケレッツのパア」、または「エンヤカヤハヤ、エッヘイハー、プータゲナー、メイホアツー、チンチロリン」がある。
伊集院光は、元師匠である六代目 三遊亭円楽との二人会（2021年6月13日、有楽町よみうりホール）において「南無阿弥陀仏、南無阿弥陀仏、南無阿弥陀仏、パパンがパンパンパン（柏手5回）、南無阿弥陀仏」とした。
立川志らくは「アジャラカモクレン、ダンシガシンダ（談志が死んだ）。ウエカラヨンデモシタカラヨンデモ、ダンシガシンダ。」、圓生は「アジャラカモクレン、アルジェリア、テケレッツのパー」や「アジャラカモクレン、ハイジャック、テケレッツのパー」・「アジャラカモクレン、セキグンハ、テケレッツのパー」・「アジャラカモクレン、キュウライス（キューライソ）、テケレッツのパー」、立川志の輔は「アジャラカモクレン、ダイオキシン、テケレッツのパー」（CD『らくごのごらく』版）もしくは「チチンブイブイ、ダイジョウブイ(ピースを見せる)、テケレッツのパー」、三遊亭好楽は「アジャラカモクレン、NHK、テケレッツのパー」または「アジャラカモクレン・虎ノ門・テケレッツのパー」、六代目 三遊亭円楽は「アジャラカモクレン・北朝鮮・テケレッツのパー」と唱えた。他にも文化大革命の頃には「コーエイヘイ」、ロッキード事件の頃は「ピーナッツ」など、その時々の時事ネタにあわせさまざまな呪文が考案されているようである。

## 映像化その他
- 『日本名作怪談劇場』（1979年8月22日、東京12チャンネル）枠にて「怪談・死神　闇夜に笑う冥土の案内人」のタイトルで、中村鴈治郎と森川正太主演でテレビドラマ化された。
- 『コメディーお江戸でござる』（2003年、NHK）では若干のアレンジを加えた「死神と二人連れ」が制作された。
- 『笑いがいちばん』(2009年、NHK)では、パペットマペットが男(うしくん)が死神に出会う直前まで、カリカが男(林)と死神(家城)のやり取り、林家彦いちがオチまでというリレー形式で演じている。
- 『超入門!落語 THE MOVIE 夏スペシャル 第一夜』（2017年8月14日、NHK）にて、柳家喬太郎の口演に、城島茂（貧乏男）と嶋田久作（死神）の演技をリップシンクさせた実写化がなされた。
- 『まんが日本昔ばなし』では1989年にアニメ化されている。
- 『暴れん坊将軍VII』（1996年、テレビ朝日）の第5話「卯之吉の死神退治」に、六代目三遊亭円楽（当時、楽太郎）演じるめ組の小頭・卯之吉が、ひょんなことから死神に取り憑かれたと思い込んで寝込んでいる親友を助けるために得意の話術と演技力で「俺には死神の姿が見える」と一芝居打ち、「寝ている体の向きを変えて枕元にいる死神を足元に来るようにすることで追い払う」呪いをして「死神は俺が追い払ってやった」と思い込ませるくだりがある。
- NHKが今村昌平台本、池辺晋一郎作曲でTVオペラ化している。後に舞台化もされ、オペラとしての上演も重ねられている。
- 世にも奇妙な物語 - 1991年に放映された第2シリーズの一作として、『死神』のタイトルで現代版にアレンジされたものが放映された（主演は東国原英夫（当時、そのまんま東））。『世にも奇妙な物語』で落語を原作としたものはこれのみである。
- らくごえいが - 2013年に公開された日本のオムニバス映画の一遍『ライフノート』の原案。
- 『昭和元禄落語心中』では、アニメ版の第1期第10話で有楽亭菊比古（後の8代目有楽亭八雲、声：石田彰）によって演じられている。またドラマ版（演：岡田将生）では第4話で先輩落語家の木村屋彦兵衛（演：柳家喬太郎）からこの噺の稽古をつけてもらう、最初に有楽亭与太郎（後の3代目有楽亭助六にして9代目有楽亭八雲、演：竜星涼）が落語家を志すきっかけになるなど、作中で重要な位置づけにある。
- 『怪奇蒐集者　蜃気楼龍玉』（2018年楽創舎）にて「一眼国」「死神」の古典怪談噺が収録されている。
- 『相棒 Season19』第13話「死神はまだか」（2021年1月20日、テレビ朝日） - 笹野高史演じる椿家團路が高座にて口演しているが、サゲで幕が下りた直後、倒れ込んだ團路がそのまま息を引き取る。團路はかねてからガンで闘病中だったこともあり病死だと判断されたが、杉下右京（演：水谷豊）は他殺ではないかと疑念を持つ[15]。
- 米津玄師の楽曲『死神』（2021年6月16日発売のシングル『Pale Blue』のカップリング曲）はこの噺を基にしており、ミュージックビデオの撮影は新宿末廣亭で行われている[16]。
- ギタリストのDURANのアルバム『Electric Man』（2023年11月29日リリース）に収録された「Shinigami」で立川談慶の演じる死神をサンプリングした楽曲が収録されている[17]。
- 『ノッキンオン・ロックドドア』第1話（2023年7月29日、テレビ朝日）第2話（2023年8月5日、テレビ朝日）-糸切美影（演：早乙女太一）が元衆議院議員・南雲弘伸（演：大河内浩）殺害の犯行声明文として『死神』の一節を引用。立川らく兵、立川志獅丸が『死神』をかけるシーンも存在する。